# 関西大学ラグビーフットボールリーグ
関西大学ラグビーフットボールリーグ（かんさいだいがくラグビーフットボールリーグ）とは、関西ラグビーフットボール協会に加盟する大学ラグビー部（大学生チームによるラグビーユニオンを行なう運動部）の総当りによるリーグ戦のことである。
このうちの1部リーグに相当するAリーグは2016年より広島県呉市に本社を置く物流企業「ムロオ」と命名権契約を結び、「ムロオ関西大学ラグビーAリーグ」の名称となる。

## 所属校

### 構成
※データは2019年度終了時点。

#### Aリーグ
天理大学、同志社大学、京都産業大学、近畿大学、立命館大学、関西学院大学、関西大学、摂南大学 

#### Bリーグ
大阪体育大学 、龍谷大学、花園大学、大阪産業大学、大阪教育大学、大阪学院大学、追手門学院大学、神戸大学、大阪経済大学、京都大学、甲南大学
　

#### Cリーグ
大阪大学、大阪工業大学、大阪府立大学、帝塚山大学、大阪市立大学、関西外国語大学、大阪国際大学、佛教大学、流通科学大学

#### D1リーグ
和歌山大学、京都教育大学、近畿大学医学部、びわ湖成蹊スポーツ大学、阪南大学

#### D2リーグ
神戸学院大学、大阪大学外国語学部、兵庫教育大学、大阪薬科大学、京都府立医科大学

#### D3リーグ
神戸市外国語大学、兵庫県立大学、大阪商業大学、京都工芸繊維大学、大阪市立大学医学部、兵庫医科大学

#### D4リーグ
滋賀大学、桃山学院大学、神戸大学医学部、奈良教育大学、奈良県立医科大学、和歌山県立医科大学

### 有力チームの紹介
※（ ）内はAリーグ(1948年〜)での優勝回数。
- Aグループ（1部リーグに相当）所属チーム（2020年度）
  - 天理大学（12）- 2010～2012年度と、3年連続で関西制覇。また2011年度の大学選手権では初めて決勝進出を果たした。2020年度の大学選手権では、関西勢として36年ぶりとなる優勝を果たす。ジャージは黒。
  - 同志社大学（40）- かつては平尾誠二・大八木淳史らを擁し、初の大学選手権3連覇を成し遂げ古くから関東の早慶明に対抗してきた。リーグ戦での優勝回数は最多。第1回日本選手権優勝チーム。2010年度には7位となり初の入替戦を経験した。ジャージは紺とグレーの横縞。
  - 京都産業大学（7）- 大西健・元監督が長年指導。2013年に元日本代表の元木由記雄がバックスコーチに就任し、2015年にはヘッドコーチに就任した。ジャージは赤と紺の横縞。
  - 近畿大学 - 全国地区対抗大学ラグビーフットボール大会で1度の優勝経験がある。2010年度よりAグループに復帰。ジャージはエンジ。
  - 立命館大学（2）- 2013年度に12年ぶりに関西制覇を成し遂げた。ジャージは黄紺。
  - 関西学院大学（10）- 瀬見博が部長在任中、2008年度51年ぶり8回目の優勝で関西制覇。2009年度7戦全勝2年連続関西制覇。2014年度7戦全勝5年ぶり10回目の関西制覇。ジャージは朱紺の横縞。
  - 摂南大学 - 2008年度にAグループに復帰、大学選手権初出場で初勝利を挙げたが、2012年度の入替戦でBグループ降格となったが1年で昇格するも2017年度に再度降格。1年で再昇格。ジャージは青と水色。
  - 関西大学（1）- 2012年度のAB入替戦にて31年ぶりのAグループ復帰を果たす。過去4度大学選手権出場とで1度全国地区対抗大学大会優勝の古豪。2018年度の入替戦でBグループ降格となったが1年で昇格する。ジャージは紺と白の横縞。

- Bグループ（2部リーグに相当）所属チーム（2020年度（予定））
  - 大阪体育大学（5）- 日本代表伝説のウイング坂田好弘監督（2012年度で退任）の指導のもと、「ヘラクレス軍団」の異名をもっていたが、2014年度のA・B入替戦にて初めて降格した。ジャージは黒と白。
  - 龍谷大学 - 2007年度にBグループに降格。1990年代は関西4強といわれていた。ジャージは青。
  - 花園大学 - これまでAグループに上がったことがない。2002年度、2004年度、2005年度はBグループで優勝したが昇格を逃している。ジャージは緑。
  - 大阪産業大学 - 2009年度にAグループに初昇格を果たすが１年でBグループに降格。ジャージは赤。
  - 大阪教育大学 - これまでAグループに上がったことがない。ジャージは緑。
  - 神戸大学 - 1960年代にAグループにいた。ジャージは青と白の横縞。
  - 大阪大学 - これまでAグループに上がったことがない。ジャージは紫と青。
  - 大阪経済大学 - 2002年度にBグループに降格。それまでは長くAグループにおり、大学選手権出場2回、全国地区対抗大学ラグビーフットボール大会にも2010年度に優勝している古豪チーム。ジャージは青とオレンジ。
  - 大阪学院大学 - これまでAグループに上がったことはない。ジャージは水色とオレンジ。
  - 追手門学院大学 - これまでAグループに上がったことはない。ジャージは青。

- その他Aグループに在籍したことのある所属チーム
  - 京都大学 - 京都大学の前身の一つである三高の時代を含めると、慶應義塾に次ぐ日本で2番目に古い伝統を持つ。過去5度大学選手権出場の古豪。ジャージは紺。
  - 甲南大学 - 全国地区対抗大学ラグビーフットボール大会で2度の優勝経験がある古豪チーム。ジャージは臙脂（エンジ）と白。
  - 大阪市立大学 - 1993-1994にAグループに所属していた。現在はCグループにいる。ジャージは黄と緑。
  - 大阪商業大学 - 1976-1980、1984-1996にAグループに所属。1988年度には大学選手権出場も果たしたが、現在はDグループと低迷している。ジャージは赤。

## 歴代優勝チーム
- 現在のAリーグに相当する優勝チーム

| 年       | チーム   |
| -------- | -------- |
| 1925     | 同志社大 |
| 1926     | 不明     |
| 1927     | 京都帝大 |
| 1928     | 京都帝大 |
| 1929     | 京都帝大 |
| 1930     | 同志社大 |
| 1931     | 京都帝大 |
| 1932     | 同志社大 |
| 1933     | 同志社大 |
| 1934     | 京都帝大 |
| 1935     | 同志社大 |
| 1936     | 京都帝大 |
| 1937     | 京都帝大 |
| 1938     | 京都帝大 |
| 1939     | 京都帝大 |
| 1940     | 同志社大 |
| 1941     | 京都帝大 |
| 1942・春 | 同志社大 |
| 1942・秋 | 同志社大 |
| 1946     | 立命館大 |

| 年   | チーム          |
| ---- | --------------- |
| 1947 | 関西学院大      |
| 1948 | 関西学院大      |
| 1949 | 関西学院大      |
| 1950 | 関西学院大      |
| 1951 | 関西学院大      |
| 1952 | 同志社大        |
| 1953 | 同志社大        |
| 1954 | 関西学院大      |
| 1955 | 同志社大        |
| 1956 | 同志社大        |
| 1957 | 関西学院大      |
| 1958 | 同志社大        |
| 1959 | 同志社大        |
| 1960 | 同志社大        |
| 1961 | 同志社大        |
| 1962 | 同志社大        |
| 1963 | 関西大 同志社大 |
| 1964 | 同志社大        |
| 1965 | 同志社大        |

| 年   | チーム     |
| ---- | ---------- |
| 1966 | 同志社大   |
| 1967 | 同志社大   |
| 1968 | 同志社大   |
| 1969 | 同志社大   |
| 1970 | 天理大     |
| 1971 | 同志社大   |
| 1972 | 同志社大   |
| 1973 | 天理大     |
| 1974 | 天理大     |
| 1975 | 天理大     |
| 1976 | 同志社大   |
| 1977 | 同志社大   |
| 1978 | 同志社大   |
| 1979 | 同志社大   |
| 1980 | 同志社大   |
| 1981 | 同志社大   |
| 1982 | 同志社大   |
| 1983 | 同志社大   |
| 1984 | 同志社大   |
| 1985 | 大阪体育大 |

| 年   | チーム     |
| ---- | ---------- |
| 1986 | 同志社大   |
| 1987 | 大阪体育大 |
| 1988 | 同志社大   |
| 1989 | 大阪体育大 |
| 1990 | 京都産業大 |
| 1991 | 大阪体育大 |
| 1992 | 同志社大   |
| 1993 | 同志社大   |
| 1994 | 京都産業大 |
| 1995 | 同志社大   |
| 1996 | 同志社大   |
| 1997 | 京都産業大 |
| 1998 | 京都産業大 |
| 1999 | 同志社大   |
| 2000 | 同志社大   |
| 2001 | 立命館大   |
| 2002 | 同志社大   |
| 2003 | 同志社大   |
| 2004 | 同志社大   |
| 2005 | 同志社大   |

| 年   | チーム     |
| ---- | ---------- |
| 2006 | 大阪体育大 |
| 2007 | 同志社大   |
| 2008 | 関西学院大 |
| 2009 | 関西学院大 |
| 2010 | 天理大     |
| 2011 | 天理大     |
| 2012 | 天理大     |
| 2013 | 立命館大   |
| 2014 | 関西学院大 |
| 2015 | 同志社大   |
| 2016 | 天理大     |
| 2017 | 天理大     |
| 2018 | 天理大     |
| 2019 | 天理大     |
| 2020 | 天理大     |
| 2021 | 京都産業大 |
| 2022 | 京都産業大 |
| 2023 | 京都産業大 |
| 2024 | 天理大     |

## 入れ替え戦
各リーグの順位が決定した後、12月に上位リーグの下位チームと下位リーグの上位チームとの入れ替え戦を行い、入れ替え戦に勝利すれば下位リーグのチームは上位リーグに昇格し、負けた上位リーグのチームは下位リーグに降格する。なお、上位チームが勝利した場合、もしくは引き分けの場合は残留となる。
- AB入れ替え戦
  - Aリーグの7位とBリーグの2位、Aリーグの8位とBリーグの1位が対戦する。
- BC入れ替え戦
  - Bリーグの9位とCリーグの2位、Bリーグの10位とCリーグの1位が対戦する。
- CD入れ替え戦
  - 入れ替え戦に先立って、D1～D4リーグの1位の4チームが順位決定戦を行い、その順位が1位のチームがCリーグの10位と、2位がCリーグの9位と、3位がCリーグの8位と、4位がCリーグの7位と対戦する。

## 歴代順位表

### Aリーグ(1948年〜)
| 回 | 年度 | 優勝                           | 2位                            | 3位                            | 4位        | 5位        | 6位        | 7位        | 8位        | 9位      |
| -- | ---- | ------------------------------ | ------------------------------ | ------------------------------ | ---------- | ---------- | ---------- | ---------- | ---------- | -------- |
| 1  | 1927 | 京都帝国大                     | 同志社大                       | 第三高                         |            |            |            |            |            |          |
| 2  | 1928 | 京都帝国大                     | 第三高                         | 同志社大                       |            |            |            |            |            |          |
| 3  | 1929 | 京都帝国大                     | 同志社大                       | 関西学院大                     |            |            |            |            |            |          |
| 4  | 1930 | 同志社大                       | 京都帝国大                     | 関西学院大                     |            |            |            |            |            |          |
| 5  | 1931 | 京都帝国大                     | 同志社大                       | 関西学院大                     |            |            |            |            |            |          |
| 6  | 1932 | 同志社大                       | 京都帝国大                     | 関西学院大                     |            |            |            |            |            |          |
| 7  | 1933 | 同志社大                       | 京都帝国大                     | 関西学院大                     |            |            |            |            |            |          |
| 8  | 1934 | 同志社大                       | 京都帝国大                     | 関西学院大                     |            |            |            |            |            |          |
| 9  | 1935 | 同志社大                       | 京都帝国大                     | 関西学院大                     |            |            |            |            |            |          |
| 10 | 1936 | 京都帝国大                     | 同志社大                       | 関西学院大                     |            |            |            |            |            |          |
| 11 | 1937 | 京都帝国大                     | 同志社大                       | 関西学院大                     |            |            |            |            |            |          |
| 12 | 1938 | 同志社大                       | 京都帝国大                     | 関西学院大                     |            |            |            |            |            |          |
| 13 | 1939 | 京都帝国大                     | 同志社大                       | 関西学院大                     |            |            |            |            |            |          |
| 14 | 1940 | 同志社大 京都帝国大 関西学院大 | 同志社大 京都帝国大 関西学院大 | 同志社大 京都帝国大 関西学院大 |            |            |            |            |            |          |
| 15 | 1941 | 京都帝国大                     | 同志社大                       | 関西学院大                     |            |            |            |            |            |          |
| 16 | 1942 | 同志社大                       | 京都帝国大                     | 関西学院大                     |            |            |            |            |            |          |
| 17 | 1943 | 同志社大 京都帝国大 関西学院大 | 同志社大 京都帝国大 関西学院大 | 同志社大 京都帝国大 関西学院大 |            |            |            |            |            |          |
| 18 | 1946 | 立命館大                       | 関西学院大                     | 京都帝国大                     | 同志社大   |            |            |            |            |          |
| 19 | 1947 | 関西学院大                     | 立命館大                       | 京都大                         | 同志社大   |            |            |            |            |          |
| 20 | 1948 | 関西学院大                     | 立命館大                       | 京都大                         | 同志社大   |            |            |            |            |          |
| 21 | 1949 | 関西学院大                     | 京都大                         | 同志社大                       | 立命館大   |            |            |            |            |          |
| 22 | 1950 | 関西学院大                     | 京都大                         | 同志社大                       | 立命館大   |            |            |            |            |          |
| 23 | 1951 | 関西学院大                     | 同志社大                       | 京都大                         | 立命館大   |            |            |            |            |          |
| 24 | 1952 | 同志社大                       | 関西学院大                     | 京都大                         | 立命館大   |            |            |            |            |          |
| 25 | 1953 | 同志社大                       | 関西学院大                     | 立命館大                       | 京都大     |            |            |            |            |          |
| 26 | 1954 | 同志社大 関西学院大            | 同志社大 関西学院大            | 関西大                         | 立命館大   | 京都大     |            |            |            |          |
| 27 | 1955 | 同志社大                       | 関西学院大                     | 甲南大                         | 立命館大   | 関西大     | 京都大     |            |            |          |
| 28 | 1956 | 同志社大                       | 関西学院大                     | 立命館大                       | 関西大     | 京都大     | 甲南大     |            |            |          |
| 29 | 1957 | 関西学院大                     | 同志社大                       | 甲南大                         | 京都大     | 立命館大   | 関西大     |            |            |          |
| 30 | 1958 | 同志社大                       | 立命館大                       | 甲南大                         | 関西学院大 | 関西大     | 京都大     |            |            |          |
| 31 | 1959 | 同志社大                       | 関西学院大                     | 関西大                         | 立命館大   | 甲南大     | 京都大     |            |            |          |
| 32 | 1960 | 同志社大                       | 関西学院大                     | 立命館大                       | 関西大     | 京都大     | 甲南大     |            |            |          |
| 33 | 1961 | 同志社大                       | 関西学院大                     | 京都大                         | 甲南大     | 関西大     | 立命館大   |            |            |          |
| 34 | 1962 | 同志社大                       | 関西大                         | 関西学院大                     | 甲南大     | 京都大     | 立命館大   |            |            |          |
| 35 | 1963 | 関西大 同志社大                | 関西大 同志社大                | 甲南大                         | 京都大     | 天理大     | 立命館大   | 関西学院大 |            |          |
| 36 | 1964 | 同志社大                       | 関西大                         | 甲南大                         | 関西学院大 | 神戸大     | 京都大     | 天理大     | 立命館大   |          |
| 37 | 1965 | 同志社大                       | 天理大                         | 京都大                         | 関西大     | 神戸大     | 甲南大     | 関西学院大 | 立命館大   |          |
| 38 | 1966 | 同志社大                       | 関西大                         | 天理大                         | 関西学院大 | 甲南大     | 神戸大     | 京都大     | 大阪経済大 |          |
| 39 | 1967 | 同志社大                       | 関西大                         | 天理大                         | 京都大     | 大阪経済大 | 関西学院大 | 神戸大     | 甲南大     |          |
| 40 | 1968 | 同志社大                       | 関西大                         | 京都大                         | 大阪経済大 | 天理大     | 近畿大     | 関西学院大 | 神戸大     |          |
| 41 | 1969 | 同志社大                       | 大阪経済大                     | 天理大                         | 関西大     | 近畿大     | 関西学院大 | 京都大     | 立命館大   |          |
| 42 | 1970 | 天理大                         | 同志社大                       | 大阪経済大                     | 近畿大     | 京都大     | 関西大     | 甲南大     | 関西学院大 |          |
| 43 | 1971 | 同志社大                       | 天理大                         | 京都大                         | 近畿大     | 大阪経済大 | 立命館大   | 関西大     | 甲南大     |          |
| 44 | 1972 | 同志社大                       | 天理大                         | 近畿大                         | 大阪経済大 | 関西大     | 立命館大   | 京都大     | 大阪体育大 |          |
| 45 | 1973 | 天理大                         | 京都大                         | 大阪経済大                     | 近畿大     | 関西大     | 大阪体育大 | 立命館大   |            |          |
| 46 | 1974 | 天理大                         | 同志社大                       | 京都大                         | 大阪経済大 | 関西大     | 近畿大     | 大阪体育大 | 京都産業大 | 立命館大 |
| 47 | 1975 | 天理大                         | 同志社大                       | 大阪経済大                     | 京都産業大 | 大阪体育大 | 近畿大     | 京都大     | 関西大     |          |
| 48 | 1976 | 同志社大                       | 天理大                         | 大阪商業大                     | 京都産業大 | 大阪経済大 | 京都大     | 大阪体育大 | 近畿大     |          |
| 49 | 1977 | 同志社大                       | 天理大                         | 大阪経済大                     | 京都大     | 関西学院大 | 大阪商業大 | 大阪体育大 | 京都産業大 |          |
| 50 | 1978 | 同志社大                       | 天理大                         | 大阪体育大                     | 大阪経済大 | 大阪商業大 | 京都大     | 京都産業大 | 関西学院大 |          |
| 51 | 1979 | 同志社大                       | 天理大                         | 大阪経済大                     | 京都産業大 | 京都大     | 大阪体育大 | 大阪商業大 | 関西学院大 |          |
| 52 | 1980 | 同志社大                       | 天理大                         | 京都産業大                     | 大阪経済大 | 大阪体育大 | 京都大     | 関西学院大 | 大阪商業大 |          |
| 53 | 1981 | 同志社大                       | 天理大                         | 大阪体育大                     | 大阪経済大 | 京都産業大 | 京都大     | 立命館大   | 関西大     |          |
| 54 | 1982 | 同志社大                       | 大阪体育大                     | 京都産業大                     | 天理大     | 京都大     | 大阪経済大 | 近畿大     | 立命館大   |          |
| 55 | 1983 | 同志社大                       | 京都産業大                     | 天理大                         | 大阪経済大 | 大阪体育大 | 立命館大   | 近畿大     | 京都大     |          |
| 56 | 1984 | 同志社大                       | 天理大                         | 京都産業大                     | 大阪体育大 | 大阪商業大 | 大阪経済大 | 近畿大     | 立命館大   |          |
| 57 | 1985 | 大阪体育大                     | 京都産業大                     | 同志社大                       | 天理大     | 大阪商業大 | 大阪経済大 | 近畿大     | 京都大     |          |
| 58 | 1986 | 同志社大                       | 京都産業大                     | 大阪体育大                     | 大阪商業大 | 天理大     | 近畿大     | 大阪経済大 | 京都大     |          |
| 59 | 1987 | 大阪体育大                     | 同志社大                       | 京都産業大                     | 大阪商業大 | 近畿大     | 大阪経済大 | 天理大     | 京都大     |          |
| 60 | 1988 | 同志社大                       | 大阪商業大                     | 京都産業大                     | 大阪体育大 | 天理大     | 近畿大     | 大阪経済大 | 立命館大   |          |
| 61 | 1989 | 大阪体育大                     | 同志社大                       | 京都産業大                     | 大阪商業大 | 近畿大     | 天理大     | 大阪経済大 | 立命館大   |          |
| 62 | 1990 | 京都産業大                     | 同志社大                       | 大阪体育大                     | 龍谷大     | 近畿大     | 大阪商業大 | 大阪経済大 | 天理大     |          |
| 63 | 1991 | 大阪体育大                     | 京都産業大                     | 同志社大                       | 龍谷大     | 大阪商業大 | 大阪経済大 | 近畿大     | 天理大     |          |
| 64 | 1992 | 同志社大                       | 京都産業大                     | 大阪体育大                     | 龍谷大     | 大阪経済大 | 近畿大     | 立命館大   |            |          |
| 65 | 1993 | 同志社大                       | 京都産業大                     | 龍谷大                         | 大阪体育大 | 立命館大   | 大阪経済大 | 近畿大     | 大阪市立大 |          |
| 66 | 1994 | 京都産業大                     | 同志社大                       | 龍谷大                         | 大阪体育大 | 大阪経済大 | 立命館大   | 近畿大     | 大阪市立大 |          |
| 67 | 1995 | 同志社大                       | 京都産業大                     | 大阪体育大                     | 龍谷大     | 近畿大     | 大阪経済大 | 大阪商業大 | 立命館大   |          |
| 68 | 1996 | 同志社大                       | 京都産業大                     | 龍谷大                         | 立命館大   | 大阪体育大 | 近畿大     | 大阪経済大 | 大阪商業大 |          |
| 69 | 1997 | 京都産業大                     | 近畿大                         | 龍谷大                         | 大阪体育大 | 同志社大   | 大阪経済大 | 立命館大   | 摂南大     |          |
| 70 | 1998 | 京都産業大                     | 大阪体育大                     | 同志社大                       | 龍谷大     | 近畿大     | 立命館大   | 摂南大     | 大阪経済大 |          |
| 71 | 1999 | 同志社大                       | 近畿大                         | 京都産業大                     | 大阪体育大 | 立命館大   | 龍谷大     | 大阪経済大 | 摂南大     |          |
| 72 | 2000 | 同志社大                       | 近畿大                         | 立命館大                       | 京都産業大 | 大阪体育大 | 龍谷大     | 摂南大     | 大阪経済大 |          |
| 73 | 2001 | 立命館大                       | 同志社大                       | 近畿大                         | 大阪体育大 | 京都産業大 | 龍谷大     | 摂南大     | 大阪経済大 |          |
| 74 | 2002 | 同志社大                       | 京都産業大                     | 立命館大                       | 近畿大     | 龍谷大     | 大阪体育大 | 大阪経済大 | 天理大     |          |
| 75 | 2003 | 同志社大                       | 大阪体育大                     | 京都産業大                     | 近畿大     | 関西学院大 | 立命館大   | 天理大     | 龍谷大     |          |
| 76 | 2004 | 同志社大                       | 立命館大                       | 大阪体育大                     | 京都産業大 | 近畿大     | 天理大     | 龍谷大     | 関西学院大 |          |
| 77 | 2005 | 同志社大                       | 大阪体育大                     | 京都産業大                     | 天理大     | 立命館大   | 関西学院大 | 近畿大     | 龍谷大     |          |
| 78 | 2006 | 大阪体育大                     | 京都産業大                     | 同志社大                       | 立命館大   | 関西学院大 | 近畿大     | 天理大     | 龍谷大     |          |
| 79 | 2007 | 同志社大                       | 京都産業大                     | 大阪体育大                     | 立命館大   | 関西学院大 | 天理大     | 近畿大     | 龍谷大     |          |
| 80 | 2008 | 関西学院大                     | 同志社大                       | 天理大                         | 立命館大   | 摂南大     | 大阪体育大 | 近畿大     | 京都産業大 |          |
| 81 | 2009 | 関西学院大                     | 天理大                         | 摂南大                         | 同志社大   | 立命館大   | 京都産業大 | 大阪体育大 | 大阪産業大 |          |
| 82 | 2010 | 天理大                         | 関西学院大                     | 近畿大                         | 大阪体育大 | 京都産業大 | 立命館大   | 同志社大   | 摂南大     |          |
| 83 | 2011 | 天理大                         | 同志社大                       | 大阪体育大                     | 立命館大   | 関西学院大 | 近畿大     | 京都産業大 | 摂南大     |          |
| 84 | 2012 | 天理大                         | 立命館大                       | 関西学院大                     | 近畿大     | 大阪体育大 | 同志社大   | 京都産業大 | 摂南大     |          |
| 85 | 2013 | 立命館大                       | 同志社大                       | 京都産業大                     | 関西学院大 | 大阪体育大 | 天理大     | 関西大     | 近畿大     |          |
| 86 | 2014 | 関西学院大                     | 京都産業大                     | 同志社大                       | 天理大     | 立命館大   | 摂南大     | 近畿大     | 大阪体育大 |          |
| 87 | 2015 | 同志社大                       | 天理大                         | 立命館大                       | 関西大     | 京都産業大 | 摂南大     | 近畿大     | 関西学院大 |          |
| 88 | 2016 | 天理大                         | 同志社大                       | 京都産業大                     | 近畿大     | 立命館大   | 関西学院大 | 摂南大     | 関西大     |          |
| 89 | 2017 | 天理大                         | 京都産業大                     | 立命館大                       | 関西学院大 | 関西大     | 同志社大   | 近畿大     | 摂南大     |          |
| 90 | 2018 | 天理大                         | 立命館大                       | 京都産業大                     | 関西学院大 | 同志社大   | 近畿大     | 大阪体育大 | 関西大     |          |
| 91 | 2019 | 天理大                         | 同志社大                       | 関西学院大                     | 京都産業大 | 立命館大   | 近畿大     | 摂南大     | 大阪体育大 |          |
| 92 | 2020 | 天理大                         | 同志社大                       | 京都産業大                     | 関西学院大 | 立命館大   | 摂南大     | 関西大     | 近畿大     |          |
| 93 | 2021 | 京都産業大                     | 近畿大                         | 天理大                         | 同志社大   | 立命館大   | 関西大     | 摂南大     | 関西学院大 |          |
| 94 | 2022 | 京都産業大                     | 天理大                         | 同志社大                       | 関西学院   | 近畿大     | 立命館大   | 摂南大     | 関西大     |          |
| 95 | 2023 | 京都産業大                     | 天理大                         | 関西学院                       | 近畿大     | 立命館大   | 関西大     | 摂南大     | 同志社大   |          |
| 96 | 2024 | 天理大                         | 京都産業大                     | 近畿大                         | 関西学院   | 立命館大   | 同志社大   | 摂南大     | 関西大     |          |